# آئیسا مائیگا
آئیسا مائیگا (فرانسوی: Aïssa Maïga‎؛ زادهٔ ۲۵ مهٔ ۱۹۷۵) یک هنرپیشه اهل فرانسه است. وی از سال ۱۹۹۷ میلادی تاکنون مشغول فعالیت بوده‌است.
از فیلم‌ها یا برنامه‌های تلویزیونی که وی در آنها نقش داشته‌است می‌توان به پاریس، دوستت دارم، پنهان، کد مجهول، امروز، سیاه و سفید، حالت نیلی، نگران نباش، حال من خوب است و عروسک‌های روسی اشاره کرد.